# Брячислав Василькович (князь полоцький)
Брячислав Василькович (? — після 1241) — князь вітебський (бл. 1221 — бл. 1232) та полоцький (1232 — после 1241), з полоцької династії Ізяславичів, син вітебського князя Василька Брячиславича та дочки смоленського князя Давида Ростиславича, тесть новгородського князя Олександра Невського. Останній Рюрикович, який правив Полоцьким князівством.

## Біографія
Відомостей про князя Брячислава збереглось дуже мало. Ім'я його батька ніде в літописах не згадано, те що ним був саме Василько Брячиславич — гіпотеза яку підтримують більшість дослідників. Близько 1221 року почав князювати у Вітебську, а з 1232 — у Полоцьку.
З літописів про князя відомо лише те, що в 1239 році він видав свою дочку Олександру за майбутнього великого князя владимирського, Олександра Ярославича Невського.

## Сім'я та діти
Ім'я дружини невідоме. Діти:
- N (Ізяслав?) Брячиславич — князь вітебський (бл. 1264)
- Олександра (Параскевія) Брячеславна — дружина Олександра Невського.
- N Брячиславна — дружина Товтивіла (? — 1263), князя полоцького (1254—1264).
- Костянтин Безрукий (2-а пол. XIII ст.) — князь полоцький (1250-і рр.), вітебський (1260-і рр.) (походження від Брячислава дискусійне).
- Василько Брячиславич(?) (? — 1297) — князь вітебський (? — 1297)